# نهر النعامين
نهر النعامين نهر دائم تجري فيه المياه على مدار السنة ولا يتجاوز طوله 9 كم. وهو من أنهار شمال غرب فلسطين وأوديته. ولا يتعدى هذا النهر منطقة سهل عكا في الساحل الفلسطيني. ولكن إذا أضيفت إليه روافده السيلية اتسع حوضه شرقاً ليشمل السفوح الغربية لجبال الجليل التي تحترقها عدة أودية سيلية تنتهي في نهر النعامين فترفده في مواقع مختلفة أهمها وادي الحلزون ووادي عبلين، ومن ثم تصبح مساحة حوض تغذية النعامين كبيرة تقدر بنحو 322كم2.
تقع بداية نهر النعامين جنوبي شرق عكا بنحو 10 كم. وتنبثق مياهه من عين الكردانة (أو الكرداني) عند حضيض تل يحمل الاسم نفسه، وهو تل هام في مجموعة التلال الأثرية في فلسطين يعرف بتل آفق نسبة إلى مدينة آفق الكنعانية. وقد عثر في هذا التل على آثار ترجع إلى العصر البرونزي القديم. وكانت تقوم في خربة كرداني قرب التل المذكور مطحنة مائية في العهد الصليبي. ومن هذا المرتفع زهاء 47م عن سطح البحر بدأ نهر النعامين ويسير شمالاً إلى الشرق من خليج  عكا مسايراً لساحة فتفصل بينهما تلال وكثبان رملية تعوق انصباب مياهه وسط الخليج. وبعد أن يقطع مسافة تقدر 7 كم ينعطف نحو الغرب ليصب في مياه البحر المتوسط شمالي خليج عكا وجنوبي – جنوب شرق مدينة عكا بنحو 1,5كم.
يجمع نهر النعامين وان كان صغيراً وقصيراً كميات من مياه السيول القادمة من جبال الجليل تزيد في غزارة النهر الأصلي وترفع تصريفه السنوي المتوسط إلى 45 مليون م3. ومن أهم ما يتميز به نهر النعامين كثرة المستنقعات والبرك على جانبيه (مسافة 7 كم) نتيجة الانحدار الضعيف جداً في أرض سهل عكا واجتماع مياه النهر ومياه السيول التي لا تجد لها مصرفاً إلى البحر بسبب حاجز التلال الرملية. وقد تم تجفيف معظم هذه المستنقعات وحولت إلى أحواض لتربية الأسماك. واستصلحت الأراضي المسايرة للنهر فقامت فيها زراعات مروية إلى جانب الزراعات البعلية التي كانت تنتشر في المنطقة خارج نطاق المستنقعات. وأهم زراعات المنطقة الخضر والثمار من محاصيل البساتين المروية، وزراعة الحبوب بعلاً. وتربى فيها الأبقار. وقد قامت في المنطقة بعد احتلال الصهيونيين اياها بعض الصناعات، ومن أهمها صناعة أجهزة القياس وأدواته المختلفة.

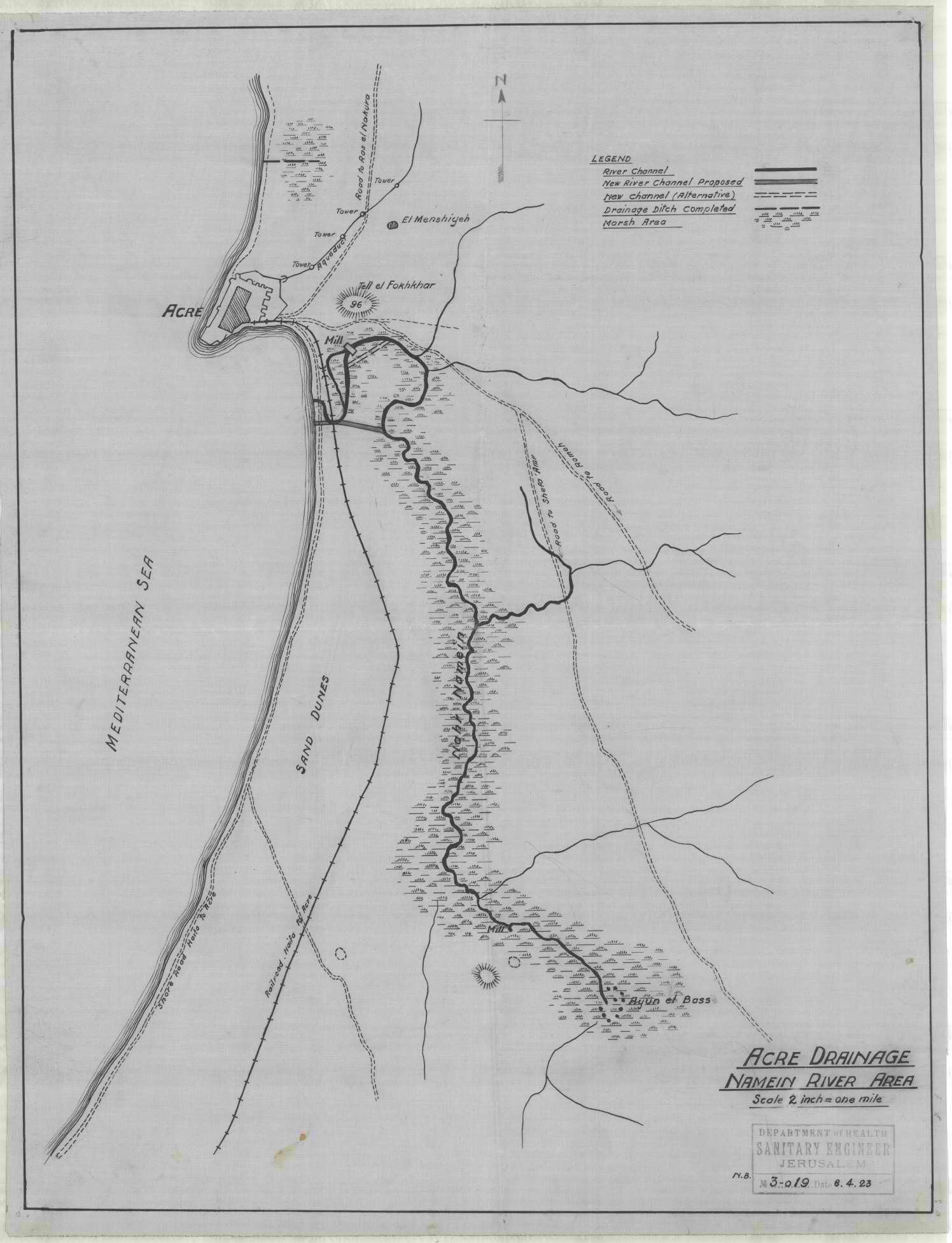
خريطة قديمة من العام 1923، اصدار قسم الصحة في حكومة فلسطين الانتدابية

## تاريخ المنطقة
ارتبط النهر تاريخيًا بصناعة الزجاج، ويقال إن الفينيقيين أول من عرف صناعته من الرمال بالقرب من مصب هذا النهر، وذلك وفق المؤرخ الروماني «بلينوس ـPlinius». وكان النهر معروفًا في حينه باسم «نهر بعل»، ثم سمّاه اليونانيون باسم «نهر بيلوس» Belus، وكثيرًا ما ذكرته المصادر اللاحقة باسم «نهر عكا».
وقد أقيمت على جنباته مطاحن القمح من الفترة الصليبية - المملوكية التي كانت تعمل على قوة المياه، وكان إلى وقت قريب يستخدم في عملية نقع الخشب لصالح  معمل «نور» للكبريت، وذلك قبل النكبة عام 1948.

## احتلال المنطقة
تعرضت منطقة نهر النعامين للاحتلال الصهيوني الكامل وقد سبقه عام 1939 اقامة مستعمرة “آفيق” التي توسعت بعد عام 1948 وتغير موقعها القديم إلى موقع المستعمرة الحالي إلى الجنوب قليلاً من آفق القديمة.